# The Lion and the Cobra
The Lion and the Cobra es el primer álbum de estudio de la cantante irlandesa Sinéad O'Connor. Sinéad de 20 años de edad en ese momento, estaba embarazada de su primer hijo. Ella rehízo la versión original del álbum porque a su juicio, su compañía estaba empujando para que fuera «demasiado celta», por lo que lo produjo ella misma.
La fotografía de O'Connor en la portada del álbum fue tomada por la miembro de Haysi Fantayzee Kate Garner. La portada norteamericana es diferente de la edición europea, ya que se consideró que una pose más templada presentaría una imagen «más suave» de O'Connor.
El primer sencillo, «Troy», se publicó en 1987 y alcanzó la octava posición en los Países Bajos y la duodécima en Bélgica. El segundo sencillo fue «Mandinka». El vídeo para «Mandinka» tuvo mucha emisión tras debutar el 24 de enero de 1988 en 120 Minutes en MTV. El sencillo fue un éxito de pop mainstream en el Reino Unido, alcanzando la decimoséptima posición en la lista de sencillos, así como la sexta en su Irlanda natal. «I Want Your (Hands on Me)» debutó en mayo de 1988 en el mismo programa, presentando un interludio de rap por MC Lyte. La canción apareció en la película de terror de 1988 Pesadilla en Elm Street 4: El amo del sueño.
El álbum entró en las listas mundiales, alcanzando la vigésimo séptima posición en el Reino Unido durante 20 semanas, la cuarta en Nueva Zelanda durante 13 semanas, trigésimo séptima en Australia durante 21 semanas, duodécima en Suiza durante 6 semanas, quincuagésimo segunda en Alemania durante 3 semanas, trigésimo séptima en Suecia durante 2 semanas, cuarta en los Países Bajos durante 43 semanas y trigésimo sexta en el US Billboard Top 200, permaneciendo en las listas durante 38 semanas.
El álbum presentaba músicos como John Reynolds en la batería, el exguitarrista de Adam and the Ants, Marco Pirroni, el exguitarrista de Japan, Rob Dean, y Mike Clowes, de Friction Groove, en el teclado.
El título del álbum proviene del Salmo 91:13 «caminarás sobre leones y cobras», y la canción «Never get old» inicia con un recitado del Salmo 91 en gaélico por la cantante Enya.
Las lados B adicionales incluían «Still Listening» y «The Value of Ignorance».
El álbum vendió 2.500.000 copias en todo el mundo.
Slant Magazine clasificó el álbum como el cuadragésimo sexto en la lista de «Mejores álbumes de los 80» diciendo «The Lion and the Cobra es real, majestuoso, y alegórico, un repertorio de imágenes de guerra, dragones asesinados, y fantasmas, y es uno de los debuts más electrizantes de la historia del rock».

## Lista de canciones
1. "Jackie" (Sinéad O'Connor) – 2:28
2. "Mandinka" (Sinéad O'Connor) – 3:46
3. "Jerusalem" (Sinéad O'Connor/McMordie/Clowes/Reynolds) – 4:20
4. "Just Like U Said It Would B" (Sinéad O'Connor/Wickham) – 4:32
5. "Never Get Old" (Sinéad O'Connor/Enya) – 4:39
6. "Troy" (Sinéad O'Connor) – 6:34
7. "I Want Your (Hands on Me)" (Sinéad O'Connor/Clowes/Reynolds/Dean/Hollifield) – 4:42
8. "Drink Before the War" (Sinéad O'Connor/Clowes/Reynolds) – 5:25
9. "Just Call Me Joe" (Sinéad O'Connor/Mooney/Winer) – 5:51

## Créditos
- Sinéad O'Connor – voz, guitarra eléctrica, producción, mezcla de audio, arreglos
- Kevin Moloney – producción, ingeniería, mezcla de audio
- Fachtna O'Ceallaigh - mezcla de audio
- Marco Pirroni – guitarra eléctrica y acústica
- 'Spike' Holifield – bajo
- Rob Dean – guitarra eléctrica y acústica
- John Reynolds – batería, programación
- Mike Clowes – sintetizador, teclado, arreglos de cuerda en «Troy»
- Kevin Mooney - todas las guitarras y bajos en «Just Call Me Joe»
- Gavyn Wright – director de orquesta
- Enya – parte hablada en «Never Get Old»
- Leslie Winer - palabras dichas en «Just Call Me Joe»
- Terence Morris, Lloyd Phillips y Chris Birkett – mezcla en «Mandinka» y «I Want Your (Hands on Me)»
- Jack Adams – masterización
- Kate Garner, Kim Bowen – fotografía
- John Maybury, Steve Horse – dirección artística, diseño de portada

- Datos: Q2301526